# Hantelrodd
Hantelrodd är en övning främst för stora ryggmuskeln, Latissimus dorsi. Den utförs genom att framåtböjd lyfta en hantel (alt två hantlar) upp och ner.